# Пфальцское восстание
Пфальцское восстание (нем. Pfälzischer Aufstand или Pfälzer Aufstand) — восстание, которое произошло в мае и июне 1849 года в Баварском Пфальце, на тот момент эксклавной территории королевства Бавария. Связанные через реку Рейн с восстаниями в Бадене, они были частью широкомасштабной Имперской конституционной кампании. Целью восставших были защита Конституции германской Империи, а также отделение от королевства Бавария. Восстание было подавлено прусской армией.

## Предпосылки
Движение мартовской революции в государствах-членах германского союза привело к выборам Франкфуртской Ассамблеи — первого всегерманского парламента. 28 марта 1849 года парламент принял Конституцию германской Империи и учредил наследственную конституционную монархию. Прусский король Фридрих Вильгельм IV отказался принять императорскую корону в соответствии с настоящей Конституцией.
В Королевстве Бавария, первые парламентские выборы должны были состояться 7 декабря 1848. Результатом выборов стало избрание большинства левых (die Linke), так называемых «последователей народного суверенитета и единства Германии». В Пфальце избиратели выбрали представителей левых на все 19 мест в парламенте. На открытии парламента 22 января 1849 года король Максимилиан II обещал дальнейшие реформы. 9 января большинство членов парламента приняли Билль о правах, предложенный Франкфуртской Ассамблеей в декабре 1848 года. Король отказался признать данный закон и 8 Марта отложил заседание парламента. 23 апреля король и его правительство отклонили франкфуртскую конституцию; 14 апреля Верховный Суд Баварии отклонил принятие документа об основных правах.
Левые расценили эти действия как государственный переворот. Пфальцские депутаты вернулись в муниципалитеты с резолюцией в которой говорилось, что непризнание Конституции является «преступным восстанием против вновь созданного правопорядка; и любое применение силы будет изменой германской нации». Мартовские общества на баварских территориях Пфальца, Франконии и Швабии требовали принятия Конституции, отмены монархии и отделения Пфальца и Франконии от Королевства Бавария.
3 мая 1849 года вспыхнуло Майское восстание в Дрездене, но 9 мая оно было подавлено саксонскими и прусскими войсками. 11 мая с мятежа баденских войск в крепости Раштатт началось третье Баденское восстание.

## Ход восстания

### Пфальцский Комитет защиты Конституции.
1 мая 1849 года в Кайзерслаутерне состоялось собрание демократических народных объединений. Около 12 тысяч человек собрались под лозунгом «если мы захватим власть, то граждане Пфальца станут исполнителями законов». 2 мая было принято решение о создании Государственного комитета по защите и осуществлению Конституции в составе десяти человек. Они не объявили республику, как это произошло в Бадене. В течение короткого времени комитет взял на себя управление провинцией, сформировал народное ополчение и потребовал от должностных лиц принести присягу Конституции. Комитет сформировал революционную армию, к которой присоединились тысячи солдат из Королевской баварской армии. 7 мая 1849 года Бернхард Айзенштук, представитель центральной власти в Пфальце, узаконил комитет обороны. 11 мая он был уволен за превышение своих полномочий.

### Временное правительство
17 мая 1849 года народное собрание в Кайзерслаутерне решило учредить Временное правительство из пяти человек под руководством адвоката Йозефа Мартина Райхарда. Также избран в состав правительства были Филипп Хепп, Фридрих Шюллер (отсутствовал, позже отказался от назначения), Август Фердинанд Кулман (отсутствовал, позже отказался от назначения), Георг Фридрих Кольб (отсутствовал, позже отказался от назначения). Вместо отсутствующих были отобраны Питер Фрай, Жан-Луи Кристиан Грейнер и Николас Шмитт.
Данное правительство проголосовало за имперскую конституцию и подготовилось к отделению от Баварии, стремясь осуществить это за несколько недель. 18 мая 1849 года оно заключило союз с образовавшейся баденской республикой.

## Революционная армия
Командование революционными частями было передано 9 мая 1849 года Даниэлю Феннеру фон Феннебергу, однако 20 мая он отказался от этой должности. В тот же день была сформирована военная комиссия под председательством Фрица Аннеке. 21 мая военное командование было передано Францу Шнайду. Людвиг Бленкер был назначен командиром Народного Ополчения, а Август Виллих — командиром всех пфальцских добровольцев. Франц Зиц и Людвиг Бамбергер командовали рейнско-гессенскими фрайкорами.

## Поражение
11 июня авангард 1-й дивизии 1-го корпуса прусской армии под командованием генерал-майора фон Ханнекена беспрепятственно пересек границы Пфальца возле Бад-Кройцнаха.
14 июня у Кирххаймболандена произошёл бой. Народное ополчение возглавляла Матильда Хитцфельд. Все ополченцы были убиты или взяты в плен. 19 000 превосходно обученным прусским солдатам под командованием Морица фон Гиршфельда противостояли плохо вооруженные революционные войска, которые почти не оказывали сопротивления. К тому времени пфальцское восстание приобрело более радикальный характер и перестало пользоваться широкой поддержкой сельского населения. 14 июня временное правительство бежало, и баварские чиновники вернулись к своим обязанностям. После боёв за Людвигсхафен 15-20 июня и боя при Ринтале 17 июня боевые действия на пфальцской земле прекратились. 18 июня пфальцская революционная армия отступила по мосту через Рейн в Книлингене в сторону Бадена, а 19 июня последовал её арьергард, состоявший из фрайкоров.

## Итоги
В результате восстания правительство возбудило 333 судебных дела по обвинению в государственной измене. Двум баварским революционным офицерам были вынесены смертные приговоры. 9 марта 1850 года в Ландау-ин-дер-Пфальц был казнен лейтенант граф Фуггер, однако майору Фаху удалось бежать.